# カイエンペッパー

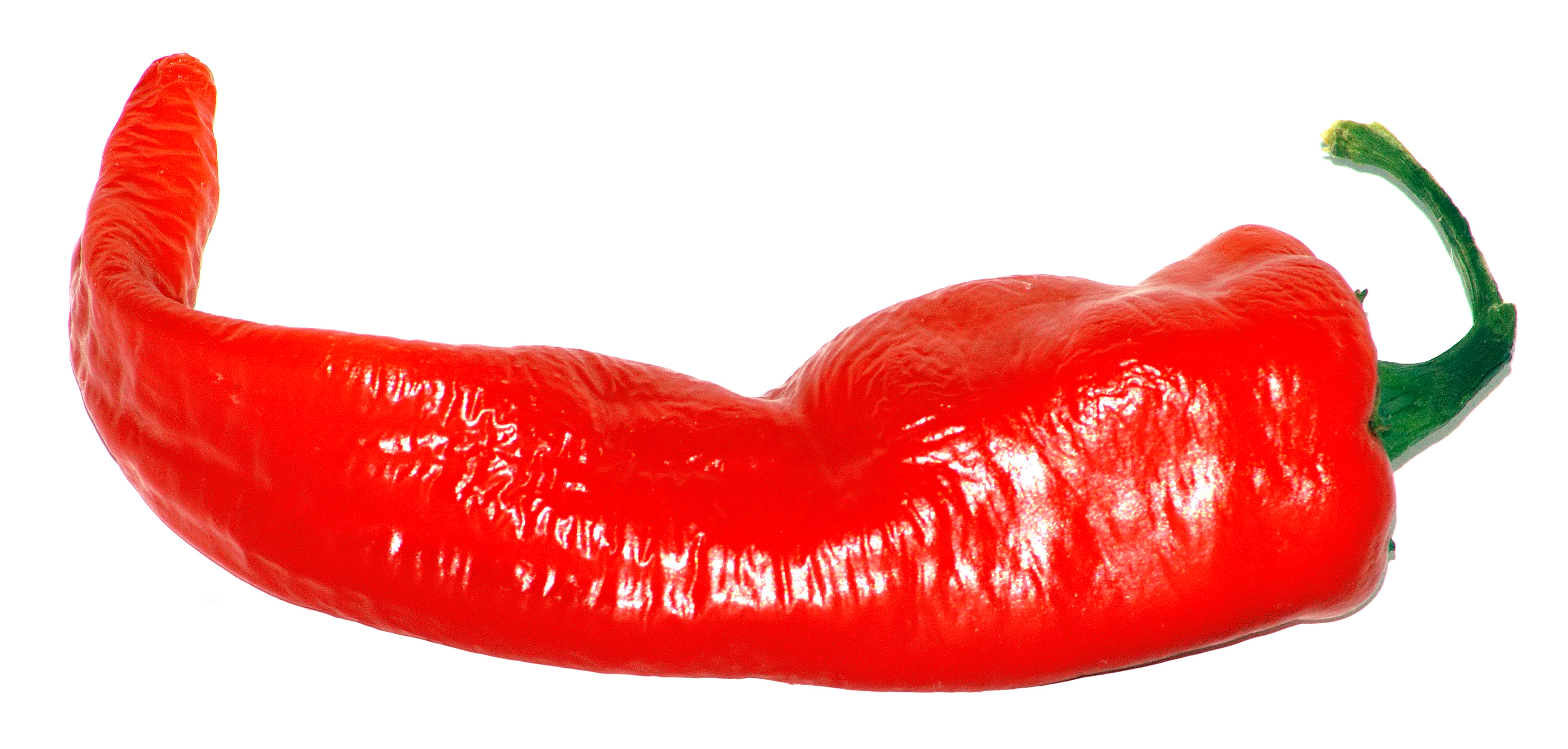
大きな赤のカイエン

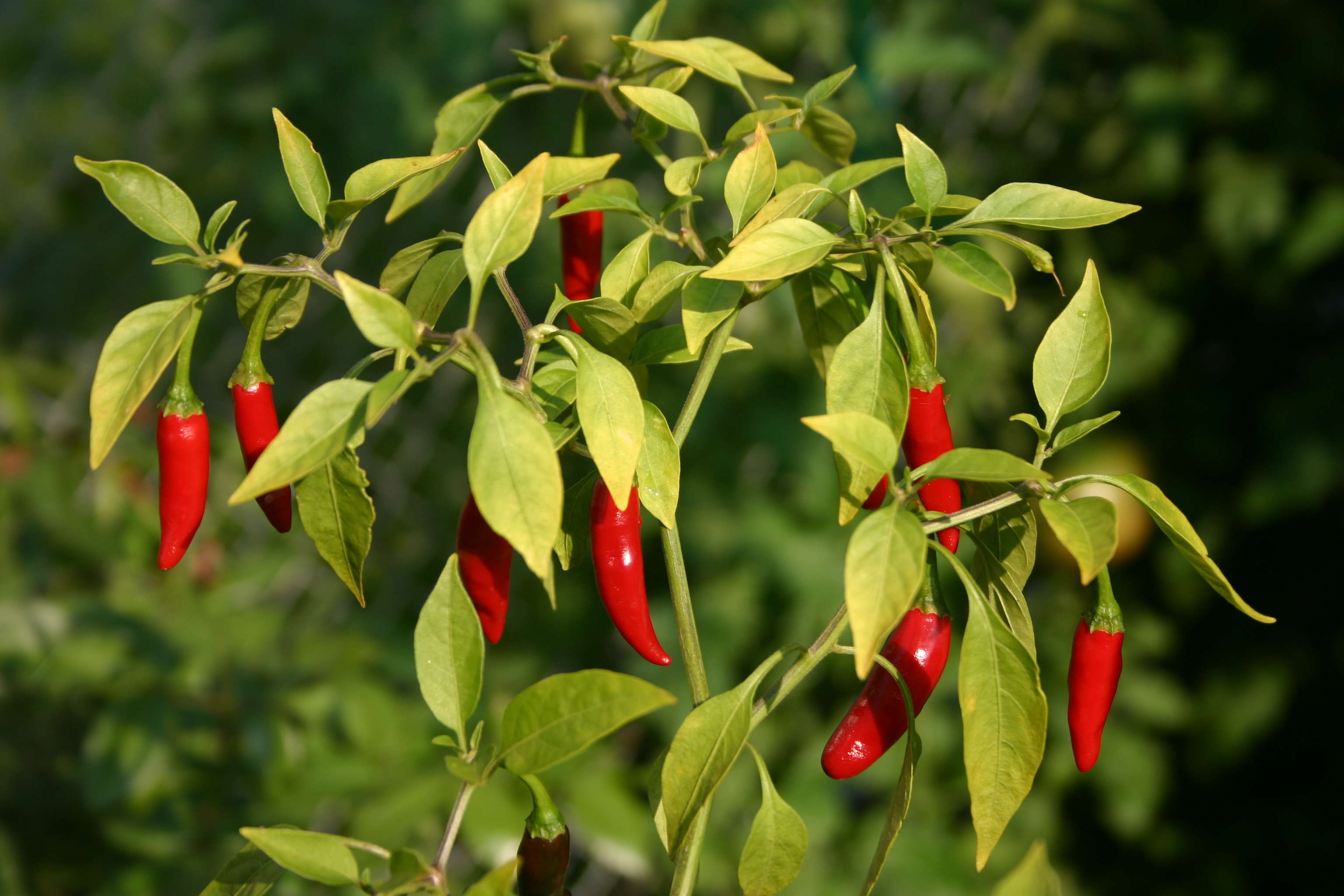
タイのカイエンペッパー

カイエンペッパーまたはカイエンヌペッパー（英: cayenne pepper）は、香辛料の一種。赤く熟したトウガラシの実を乾燥させたもの。通常、料理の味付けに使われる程良い辛さの唐辛子である。カイエンペッパーは長さが10cmから25cmで形は先細り、殆どが赤い色をしている。

## 概要
暗赤色から鮮紅色をしており、スコヴィル値が30,000-50,000と強い辛味がある。スペインのトウガラシであるアヒ (aji) と同じものと言われる。
カイエン種（カイエンペッパー）と呼ばれるトウガラシは、特定の栽培品種や学名上の種の分類を指す名称ではなく、赤く長細く粉末状のスパイスに適した辛味と風味を持つ品種全てを総称してそのように呼んでいる。しばしば、粉末化されたもののみをカイエンペッパーと呼ぶものと勘違いされることがあるが、実際には粉末化されているか否かに関わらずカイエンペッパーと呼ばれる。
また、一年生の赤いトウガラシ (Capsicum annuum) を粉末にしたものが一般にカイエンペッパーとして流通しているが、本物のカイエンペッパーは多年生のキダチトウガラシ (Capsicum frutescens) の一種であり、混同すべきではない、という主張もある。
名前は、フランス領ギアナの首都カイエンヌから来ている。フランス料理ではエビ、カニ料理の隠し味などに少量使われる程度だが、ケイジャン料理や熱帯地域の料理ではよく使われる。料理の味を濃くせずに、辛味だけを足す場合に利用する。また、獣肉の臭みを消すためにも用いられることがある。

## 用途
アメリア・シモンズはアメリカ初の本格的料理本で1796年に出版された『アメリカ料理 American Cookery』の『カメの下ごしらえの方法 How to Dress a Turtle』において、黒こしょうとカイエンペッパーを、ナツメグとメースとともに、同じ分量を使うように指示している。また『子牛の頭をカメの要領で下ごしらえする方法 To Dress a Calves Head in the Turtle Fashion』では、小さじ一杯のカイエンペッパーを使うよう指示している。